# Bram Fischer
Abram Louis Fischer, också känd som Bram Fischer, född 23 april 1908, död 8 maj 1975, var en sydafrikansk jurist av boerursprung, känd för sin kamp mot apartheid och för att ha försvarat flera antiapartheidaktivister i olika rättegångar, bland annat Nelson Mandela.